# 黄花独蒜兰
黄花独蒜兰（学名：Pleione forrestii）为兰科独蒜兰属下的一个种。

## 扩展阅读
- 维基共享资源上的相關多媒體資源：黄花独蒜兰
- 維基物種上的相關：黄花独蒜兰